# Theosbaena loko
Theosbaena loko — вид термосбенових ракоподібних родини Halosbaenidae. Описаний у 2020 році.

## Поширення
Ендемік Таїланду. Поширений в єдиній ізольованій печері Локо в окрузі Кхао Чайсон провінції Пхатталунг на півдні країни. Довжина печери — 352 метри. Печера містить три басейни з прісною водою. T. loko трапляється у всіх трьох басейнах, хоча два басейни пересихають під час сухого сезону.